# Municipio de Fallstown
El municipio de Fallstown (en inglés: Fallstown Township) es un municipio ubicado en el  condado de Iredell en el estado estadounidense de Carolina del Norte. En el año 2010 tenía una población de 8.736 habitantes.

## Geografía
El municipio de Fallstown se encuentra ubicado en las coordenadas 35°42′10.49″N 80°54′0.27″O / 35.7029139, -80.9000750.